# Szrednyaja Ahtuba-i járás

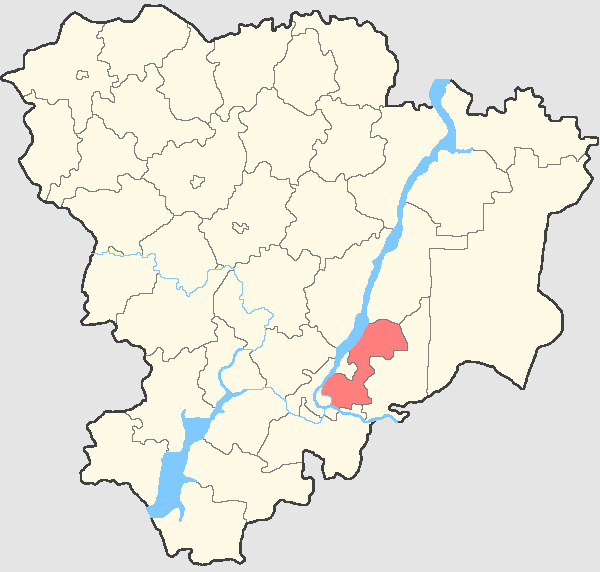
A Szrednyaja Ahtuba-i járás a Volgográdi területen

A Szrednyaja Ahtuba-i járás (oroszul Среднеахтубинский муниципальный район) Oroszország egyik járása a Volgográdi területen. Székhelye Szrednyaja Ahtuba.

## Népesség
- 1989-ben 48 555 lakosa volt.
- 2002-ben 55 341 lakosa volt.
- 2010-ben 58 962 lakosa volt, melyből 50 529 orosz, 1 194 kazah, 966 tatár, 952 koreai, 690 ukrán, 614 örmény, 334 azeri, 322 cigány, 303 tadzsik, 293 csecsen, 270 üzbég, 210 német, 188 csuvas, 168 fehérorosz, 142 mari, 142 mordvin, 60 moldáv, 59 grúz, 37 kumik, 36 udmurt, 31 dargin, 21 lezg, 20 baskír, 19 lengyel, 18 avar, 16 ezid, 14 komi, 12 kirgiz, 11 nogaj, 11 tabaszaran stb.